# Cirrus Aircraft

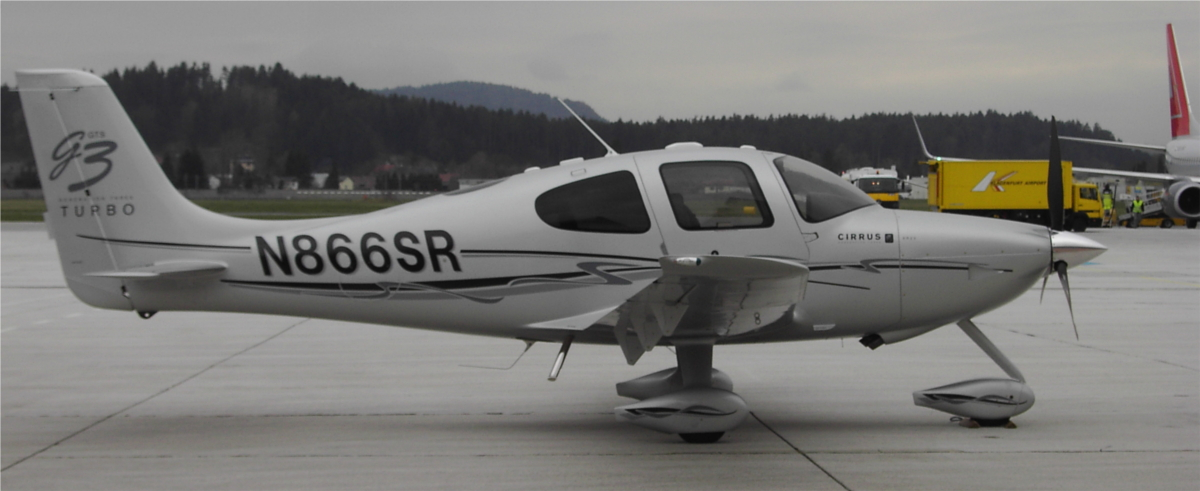
Cirrus SR22 G3 Turbo am Klagenfurter Flughafen

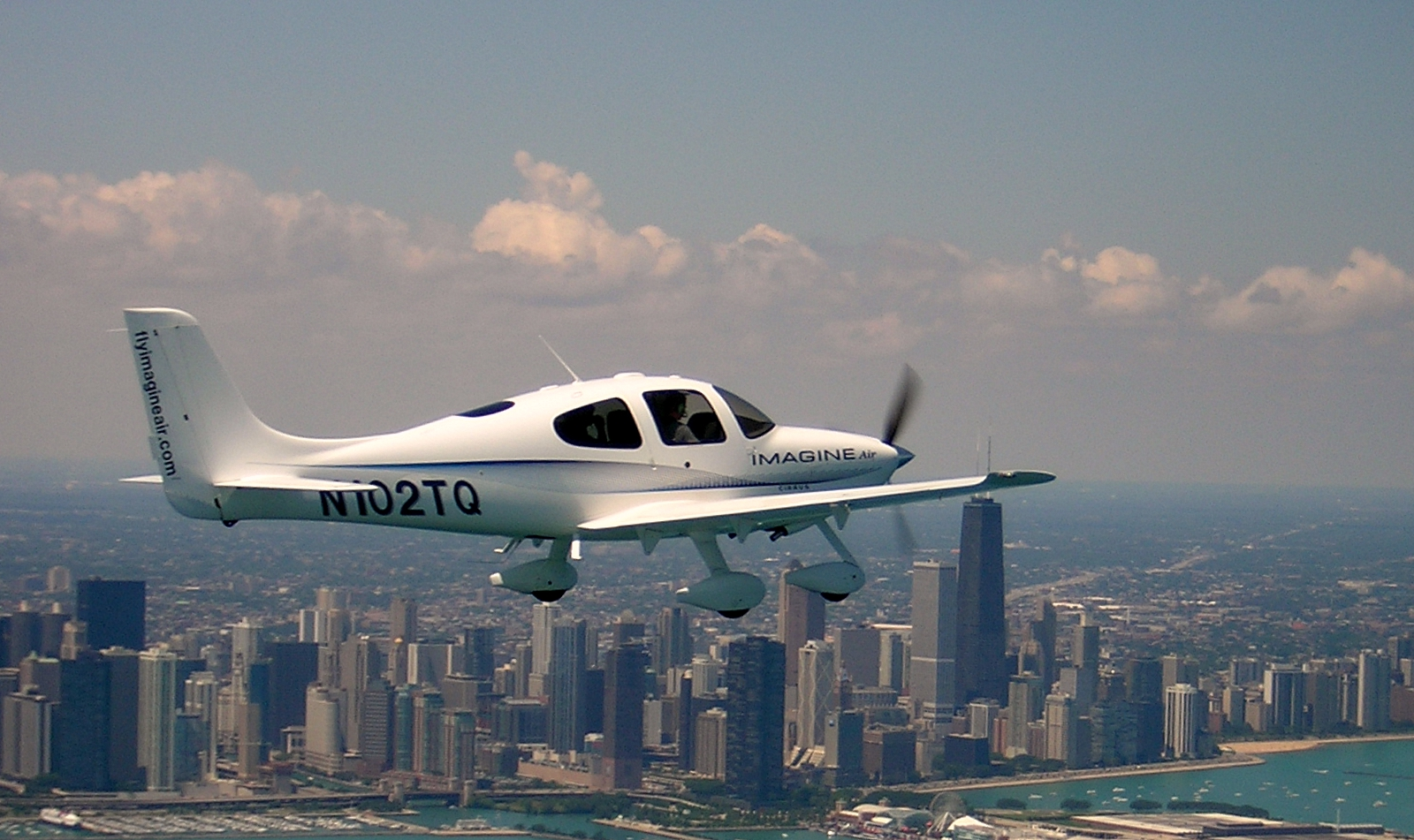
Cirrus SR22/T über Chicago

Die Cirrus Aircraft Corporation (früher Cirrus Design Corporation) ist ein US-amerikanischer Flugzeughersteller von  Leichtflugzeugen.

## Geschichte
Das Unternehmen wurde 1984 von Alan und Dale Klapmeier in Baraboo gegründet. Ziel war es, kleine bezahlbare und vor allem sichere Flugzeuge auf den Markt zu bringen. Das erste Flugzeug war die VK-30. Dies war ein in Pusher-Konfiguration ausgelegtes Bausatzflugzeug.
1994 zog das Unternehmen nach Duluth (Minnesota) um und begann mit der Entwicklung des ersten musterzugelassenen Serienflugzeuges, der mit einem Kolbenmotor und einem Gesamtrettungssystem ausgerüsteten SR20. Im Jahr 2000 kam dann die SR22 in mehreren Versionen dazu. Im Jahr 2008 hatte das erste Flugzeug mit Strahlturbine der Firma, die SF50, den Erstflug, 2016 erfolgte die Zulassung durch die FAA, 2017 durch die EASA. Im September 2011 lieferte Cirrus das insgesamt 5.000. Flugzeug aus. Mehr als 3.000 davon entfallen auf das Muster SR22.
Im Juni 2011 wurde die Cirrus Design Corporation an das chinesische Unternehmen China Aviation Industry General Aircraft (CAIGA) verkauft.

## Flugzeuge
- Cirrus SR20, einmotoriges Kolbenmotorflugzeug mit Rettungssystem
- Cirrus SR22, einmotoriges Kolbenmotorflugzeug mit Rettungssystem
- Cirrus SF50, einmotoriges turbinengetriebenes Flugzeug mit Rettungssystem